# Betoideae
Betoideae, potporodica štirovki kojemu pripada pet rodova, od kojih je najznačajnija blitva.
U Hrvatskoj rastu samo dvije vrste iz ovog tribusa, to su drvenasta i obična blitva.

## Rodovi
1. Acroglochin Schrad. ex Schult. (1 sp.)
2. Hablitzia M. Bieb. (1 sp.)
3. Oreobliton Durieu & Moq. (1 sp.)
4. Aphanisma Nutt. ex Moq. (1 sp.)
5. Patellifolia A.J.Scott, Ford-Lloyd & J.T.Williams (1 sp.)
6. Beta L. (15 spp.)